# Télédildonique
Pour un article plus général, voir Cybersexe.
La teledildonique (parfois orthographiée « télédidonique » et également connue sous le nom de cyberdildonique) est le nom inventé pour les rencontres sexuelles virtuelles utilisant la technologie pour imiter l'interaction sexuelle humaine. Le terme a été utilisé pour la première fois en 1991 par le critique technologique et écrivain Howard Rheingold dans son livre Virtual Reality.